# Ana Konjuh
Pour les articles homonymes, voir Konjuh.
Ana Konjuh, née le 27 décembre 1997, est une joueuse de tennis croate, professionnelle depuis 2013.
Elle a remporté le simple junior de l'Open d'Australie et de l'US Open 2013.
Elle remporte son premier titre sur le circuit WTA à l'âge de 17 ans en 2015 à Nottingham.

## Parcours junior et débuts
À 14 ans, Ana Konjuh atteint la finale du double dames de Wimbledon en junior. Elle remporte par la suite deux tournois junior prestigieux, Eddie Herr et l'Orange Bowl.
En janvier 2013, la Croate remporte le simple et le double junior de l'Open d'Australie et devient la no 1 mondiale junior. Elle reçoit par la suite une convocation pour jouer en Fed Cup avec l'équipe de Croatie où, à 15 ans, elle bat la Polonaise Urszula Radwańska, alors 37e joueuse mondiale.
En septembre de la même année, Konjuh décroche le trophée junior du simple de l'US Open.
Bien qu'elle ait toujours le droit de jouer des tournois juniors pendant encore deux ans, Konjuh décide de ne disputer que des tournois professionnels dès 2014.

## Carrière professionnelle

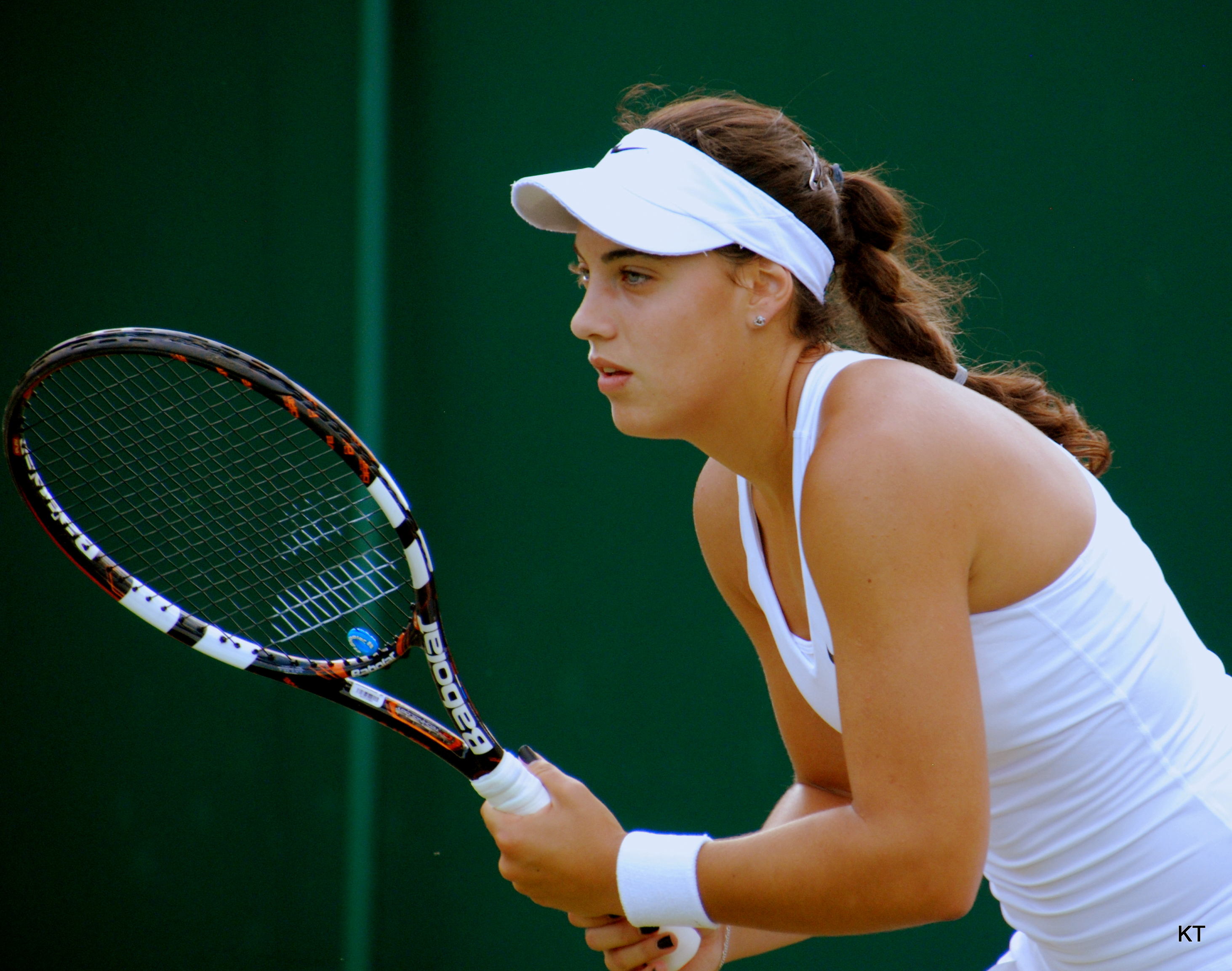
Ana Konjuh lors de Wimbledon 2014.

### 2014
Pour sa seconde participation à un tournoi du Grand Chelem, elle réussit à atteindre le troisième tour du tournoi de Wimbledon à seulement 16 ans.
Elle a atteint les demi-finales du tournoi WTA d'Istanbul, puis de même en octobre au tournoi ITF 100 000 $ de Poitiers. Elle termine sa saison par un quart de finale à l'Open de Limoges, catégorisé WTA 125, s'assurant de terminer sa première saison professionnelle dans le top 100.

### 2015: premier titre en carrière
La jeune Croate commence l'année à Auckland où elle passe un tour, puis participe à l'Open d'Australie où elle s'incline d'entrée. Elle réalise ensuite de bonnes performances en Fed Cup avec l'équipe de Croatie : elle gagne en effet six de ses sept matchs joués (simple et double confondus). Ana Konjuh participe ensuite aux tournois de qualification pour les prestigieux tournois de Dubaï, Indian Wells et Miami. Si elle est éliminée d'entrée à Dubaï, elle passe un tour aux deux suivants.
Elle prend part aux qualifications pour le tournoi WTA 700 de Stuttgart sur terre battue et s'incline au second tour. Elle parvient à se qualifier pour l'Open de Prague après trois victoires en qualification. Elle réalise une très bonne performance en s'imposant contre Belinda Bencic, sa rivale en juniors. Elle finit par s'incliner après un match de qualité en huitième de finale. Elle s'incline ensuite au premier tour des qualifications du prestigieux tournoi de Madrid face à une prometteuse joueuse espagnole.
Elle passe un tour aux Internationaux de France de Roland-Garros.
Après un parcours sans faute où elle ne concède pas le moindre set, elle remporte le 15 juin son premier titre WTA au nouveau tournoi de Notthingham face à la Roumaine Monica Niculescu (1-6, 6-4, 6-2). La finale a eu lieu un lundi pour cause de nombreux retards dus à la pluie.

### 2016: premier quart en Grand Chelem à l'US Open
À l'US Open, elle bat avec autorité la tête de série no 20 Kiki Bertens (6-3, 2-6, 6-4) en difficulté en cette fin d'année, passant au second tour en battant facilement Kurumi Nara, puis dans un troisième tour piégeux, elle s'impose (6-3, 3-6, 6-2) face à Varvara Lepchenko. Avant de vaincre (6-4, 6-4) en huitième dans un match abouti la 4e mondiale Agnieszka Radwańska, prenant sa revanche de Wimbledon de son match frustrant, elle se qualifie pour son premier quart en Grand Chelem. Elle perdra cependant sèchement en moins d'une heure contre Karolína Plíšková, future finaliste.

### 2017
Ana Konjuh commence l'année à Auckland par une finale, perdue en deux sets face à Lauren Davis. La Croate atteint les huitièmes de finale de Wimbledon. Elle s'incline en deux sets contre la future finaliste de l'édition 2017, Venus Williams.

## Palmarès

### Titre en simple dames
| No | Date       | Nom et lieu du tournoi      | Catégorie | Dotation  | Surface      | Finaliste        | Score         |          |
| -- | ---------- | --------------------------- | --------- | --------- | ------------ | ---------------- | ------------- | -------- |
| 1  | 08-06-2015 | Nottingham Open, Nottingham | Intern'l  | 250 000 $ | Gazon (ext.) | Monica Niculescu | 1-6, 6-4, 6-2 | Parcours |

### Finales en simple dames
| No | Date       | Nom et lieu du tournoi       | Catégorie | Dotation  | Surface      | Vainqueure          | Score         |          |
| -- | ---------- | ---------------------------- | --------- | --------- | ------------ | ------------------- | ------------- | -------- |
| 1  | 02-01-2017 | ASB Classic, Auckland        | Intern'l  | 250 000 $ | Dur (ext.)   | Lauren Davis        | 6-3, 6-1      | Parcours |
| 2  | 16-05-2021 | Serbia Ladies Open, Belgrade | WTA 250   | 235 238 $ | Terre (ext.) | Paula Badosa Gibert | 6-2, 2-0, ab. | Parcours |

## Parcours en Grand Chelem

### En simple dames
| Année | Open d'Australie                                                | Open d'Australie                                    | Internationaux de France                           | Internationaux de France                                            | Wimbledon                                                        | Wimbledon                                                           | US Open                                           | US Open           |
| ----- | --------------------------------------------------------------- | --------------------------------------------------- | -------------------------------------------------- | ------------------------------------------------------------------- | ---------------------------------------------------------------- | ------------------------------------------------------------------- | ------------------------------------------------- | ----------------- |
| 2014  | 1er tour (1/64)                                                 | Li Na                                               | Q2 \|\| style="text-align:left" \| Danka Kovinić   | 3e tour (1/16)                                                      | Caroline Wozniacki                                               | Q1 \|\| style="text-align:left" \| Urszula Radwańska                |                                                   |                   |
| 2015  | 1er tour (1/64)                                                 | Magdaléna Rybáriková                                | 2e tour (1/32)                                     | Irina-Camelia Begu                                                  | 1er tour (1/64)                                                  | Alizé Cornet                                                        | 2e tour (1/32)                                    | Daria Kasatkina   |
| 2016  | 2e tour (1/32)                                                  | Daria Kasatkina                                     | 2e tour (1/32)                                     | Dominika Cibulková                                                  | 2e tour (1/32)                                                   | Agnieszka Radwańska                                                 | 1/4 de finale                                     | Karolína Plíšková |
| 2017  | 2e tour (1/32)                                                  | Daria Gavrilova                                     | 2e tour (1/32)                                     | Magda Linette                                                       | 4e tour (1/8)                                                    | Venus Williams                                                      | 1er tour (1/64)                                   | Ashleigh Barty    |
| 2018  | —                                                               | —                                                   | 1er tour (1/64)                                    | Carla Suárez                                                        | 1er tour (1/64)                                                  | Claire Liu                                                          | —                                                 | —                 |
| 2019  | —                                                               | —                                                   | —                                                  | —                                                                   | —                                                                | —                                                                   | —                                                 | —                 |
| 2020  | —                                                               | —                                                   | —                                                  | —                                                                   | Annulé                                                           | Annulé                                                              | —                                                 | —                 |
| 2021  | Q3 \|\| style="text-align:left" \| Sara Errani                  | 1er tour (1/64)                                     | Aryna Sabalenka                                    | 1er tour (1/64) \|\| style="text-align:left" \| Sara Sorribes Tormo | 1er tour (1/64) \|\| style="text-align:left" \| Leylah Fernandez |                                                                     |                                                   |                   |
| 2022  | 2e tour (1/32) \|\| style="text-align:left" \| Danielle Collins | —                                                   | —                                                  | —                                                                   | —                                                                | 1er tour (1/64) \|\| style="text-align:left" \| Beatriz Haddad Maia |                                                   |                   |
| 2023  | Q1 \|\| style="text-align:left" \| Sophie Chang                 | Q1 \|\| style="text-align:left" \| Yanina Wickmayer | Q2 \|\| style="text-align:left" \| Emiliana Arango | —                                                                   | —                                                                |                                                                     |                                                   |                   |
| 2024  | —                                                               | —                                                   | —                                                  | —                                                                   | —                                                                | —                                                                   | Q3 \|\| style="text-align:left" \| Destanee Aiava |                   |
| 2025  | Q1 \|\| style="text-align:left" \| Sachia Vickery               |                                                     |                                                    |                                                                     |                                                                  |                                                                     |                                                   |                   |

À droite du résultat, l'ultime adversaire.

### En double dames
| Année | Open d'Australie          | Open d'Australie        | Internationaux de France  | Internationaux de France   | Wimbledon                    | Wimbledon               | US Open                        | US Open                         |
| ----- | ------------------------- | ----------------------- | ------------------------- | -------------------------- | ---------------------------- | ----------------------- | ------------------------------ | ------------------------------- |
| 2015  | —                         | —                       | —                         | —                          | 2e tour (1/16) D. Jurak      | R. Kops-Jones A. Spears | 1er tour (1/32) D. Allertová   | K. Knapp R. Vinci               |
| 2016  | —                         | —                       | 2e tour (1/16) D. Jurak   | M. Gasparyan S. Kuznetsova | —                            | —                       | —                              | —                               |
| 2017  | 1er tour (1/32) B. Bencic | C. Garcia K. Maldenovic | 2e tour (1/16) M. Linette | L. Hradecká K. Siniaková   | 3e tour (1/8) B. Haddad Maia | Chan H.-c. M. Niculescu | 1er tour (1/32) B. Haddad Maia | K. Mladenovic A. Pavlyuchenkova |

sous le résultat, la partenaire ; à droite, l’ultime équipe adverse.

### En double mixte
| Année | Open d'Australie | Open d'Australie | Internationaux de France | Internationaux de France | Wimbledon                 | Wimbledon               | US Open | US Open |
| ----- | ---------------- | ---------------- | ------------------------ | ------------------------ | ------------------------- | ----------------------- | ------- | ------- |
| 2015  | —                | —                | —                        | —                        | 3e tour (1/8) M. Draganja | S. Mirza B. Soares      | —       | —       |
| 2017  | —                | —                | —                        | —                        | 3e tour (1/8) N. Mektić   | G. Dabrowski R. Bopanna | —       | —       |

sous le résultat, le partenaire ; à droite, l’ultime équipe adverse.

## Parcours en «Premier» et WTA 1000
Les tournois WTA « Premier Mandatory » et « Premier 5 » (entre 2009 et 2020) et WTA 1000 (à partir de 2021) constituent les catégories d'épreuves les plus prestigieuses, après les quatre levées du Grand Chelem. 

De 2009 à 2023, les tournois Premier Mandatory (dits tournois WTA 1000 obligatoires entre 2021 et 2023) regroupent Indian Wells, Miami, Madrid et Pékin, les autres constituant les tournois Premier 5 (tournois WTA 1000 non-obligatoires). À partir de 2024, le nombre de tournois WTA 1000 passe à 10 par saison (fin de l’alternance Doha / Dubaï), ces derniers devenant tous obligatoires et offrant tous 1000 points à la vainqueure (contre 900 points précédemment pour les tournois Premier 5).

### En simple dames
| Année |       |                              |                              |                            |                            |                               |            |                             |                              |                 |  |        |
| Doha  | Dubaï | Indian Wells                 | Miami                        | Madrid                     | Rome                       | Canada                        | Cincinnati | Pékin                       |                              | Wuhan           |  |        |
| Doha  | Dubaï | Indian Wells                 | Miami                        | Madrid                     | Rome                       | Canada                        | Cincinnati | Pékin                       | Guadalajara                  |                 |  |        |
| Doha  | Dubaï | Indian Wells                 | Miami                        | Madrid                     | Rome                       | Canada                        | Cincinnati | Pékin                       |                              |                 |  |        |
| 2015  |       | Hors catégorie               |                              |                            |                            |                               |            |                             | 1er tour (1/32) K. Knapp     |                 |  |        |
| 2016  |       | 1er tour (1/32) C. Wozniacki | Hors catégorie               |                            |                            |                               |            |                             |                              |                 |  |        |
| 2017  |       | Hors catégorie               | 1/4 de finale A. Kerber      | 2e tour (1/32) Peng S.     | 2e tour (1/32) K. Flipkens | 1er tour (1/32) K. Mladenovic |            | 1er tour (1/32) K. Flipkens | 1er tour (1/32) D. Cibulková |                 |  |        |
|       |       |                              |                              |                            |                            |                               |            |                             |                              |                 |  |        |
| 2021  |       | Hors catégorie               | 1er tour (1/32) A. Anisimova | 2e tour (1/32) T. Zidanšek | 4e tour (1/8) A. Sevastova |                               |            |                             |                              | Annulé          |  | Annulé |
| 2022  |       | 2e tour (1/16) A. Kontaveit  | Hors catégorie               | 1er tour (1/64) H. Dart    | 1er tour (1/64) E-G. Ruse  | 1er tour (1/32) K. Siniaková  |            |                             |                              | Hors calendrier |  |        |

Sous le résultat, l’ultime adversaire.
1. 1 2   Les tournois de Doha et Dubaï alternent le statut de tournoi WTA 1000 (ex Premier 5) entre 2009 et 2023 : les trois premières éditions ont lieu à Dubaï, les trois suivantes à Doha, puis Dubaï accueille le tournoi de cette catégorie les années impaires et Dubaï les années paires. De 2011 à 2023, la ville qui n’accueille pas de WTA 1000 organise à la place un tournoi WTA 500 (ex Premier).
2. 1 2 3 4 5 6 7   L’ordre de déroulement des tournois a évolué depuis 2009 : Rome se dispute avant Madrid et Cincinnati avant Montréal/Toronto jusqu’en 2010, tandis que Tokyo/Wuhan/Guadalajara ont lieu avant Pékin jusqu’en 2023.
3. 1 2  Du fait de la pandémie de Covid-19, les tournois d’Indian Wells, de Miami, de Madrid, du Canada, de Wuhan et de Pékin sont annulés en 2020. Ces deux derniers le sont également en 2021. Pour des raisons d’organisation, le tournoi de Cincinnati 2020 a exceptionnellement lieu à Flushing Meadows à New York.
4. ↑  Le 1er décembre 2021, le président de la WTA, Steve Simon, annonce que tous les tournois prévus en Chine et à Hong Kong sont suspendus à partir de 2022, en raison de préoccupations concernant la sécurité et le bien-être de la joueuse de tennis chinoise Peng Shuai après ses allégations de relations sexuelles non-consenties avec Zhang Gaoli, membre de haut rang du Parti communiste chinois. Le tournoi de Pékin revient en 2023. Le tournoi de Guadalajara remplace celui de Wuhan pendant deux ans, ce dernier réapparaissant en 2024.

## Parcours aux Jeux olympiques

### En simple dames
| # | Date       | Nom de l'olympiade                  | Surface    | Résultat       | Ultime adversaire    | Score     |          |
| - | ---------- | ----------------------------------- | ---------- | -------------- | -------------------- | --------- | -------- |
| 1 | 06/08/2016 | Olympic Tennis Event Rio de Janeiro | Dur (ext.) | 2e tour (1/16) | Carla Suárez Navarro | 7-65, 6-3 | Parcours |

## Classements WTA en fin de saison
| Année          | 2013 | 2014 | 2015 | 2016 | 2017 | 2018 | 2019 | 2020 | 2021 | 2022 | 2023 | 2024 |
| Rang en simple | 274  | 90   | 80   | 48   | 44   | 418  | 1270 | 538  | 66   | 136  | 225  | 717  |
| Rang en double | 582  | 888  | 355  | 382  | 191  | –    | –    | –    | –    | 498  | –    | 498  |

Source : (en) Classements de Ana Konjuh sur le site officiel de la Fédération internationale de tennis

## Records et statistiques

### Victoires sur le top 10
Toutes ses victoires sur des joueuses classées dans le top 10 de la WTA lors de la rencontre.
| Légende         |
| Grand Chelem    |
| Jeux olympiques |
| Masters         |
| Premier         |
| Elite Trophy    |
| Intern'l        |
| Fed Cup         |

| # |       |  | Tournoi   | Année | Surface |  | Adversaire          | Rang | Tour | Score          | Tableau |
| - | ----- |  | --------- | ----- | ------- |  | ------------------- | ---- | ---- | -------------- | ------- |
| 1 | no 92 |  | US Open   | 2016  | Dur     |  | Agnieszka Radwańska | no 4 | 1/8  | 6-4, 6-4       | Tableau |
| 2 | no 29 |  | Wimbledon | 2017  | Gazon   |  | Dominika Cibulková  | no 9 | 1/16 | 7-63, 3-6, 6-4 | Tableau |